# The Family Jewels (filme)
The Family Jewels (no Brasil, Uma Família Fuleira; em Portugal, Jerry e os Seis Tios), é um filme de comédia de 1965 escrito, produzido, dirigido e protagonizado por Jerry Lewis.

## Sinopse
Donna Peyton (Donna Butterworth), é uma órfã rica de nove anos que acabara de perder o pai e herda 30 milhões de dólares. 
Agora ela deverá ter que conhecer seus seis tios (todos interpretados por Jerry Lewis) e ficar com cada um num prazo de duas semanas para que ela possa finalmente decidir quem será o seu futuro pai. 
Durante essa jornada que Donna irá fazer, o seu chofer, guarda-costas e amigo da família chamado Willard (também feito por Jerry Lewis) a acompanhará.

## Elenco
- Jerry Lewis - vários personagens:
  - Willard Woodward - motorista e melhor amigo de Donna
  - James Peyton - capitão de navio, é o irmão mais velho do pai de Donna. Ele conta uma passagem quando era marinheiro responsável por desarmar uma bomba presa num navio, durante a Segunda Guerra Mundial
  - Everett Peyton - palhaço de circo egoista e que não gosta de crianças. Ele se muda para a Suécia para se livrar dos impostos
  - Julius Peyton - fotógrafo profissional especializado em trabalhar com belas modelos
  - Capt. Eddie Peyton - atrapalhado piloto de aviação comercial de Los Angeles
  - Skylock Peyton - detetive que foi morar na Inglaterra com seu grande amigo, dr. Matson, por gostar de chá. Quando perdeu o passaporte, voltou para os Estados Unidos. Tenta desvendar o rapto de Donna, mas acaba se distraindo com uma partida de sinuca.
  - Bugs Peyton - gângster dado como morto, rapta Donna e realiza  vários atentados contra Willard
- Sebastian Cabot - Dr. Matson
- Neil Hamilton - John Wyman
- Donna Butterworth - Donna Peyton
- Anne Baxter - atriz do filme a bordo do avião de Eddie (não creditada)

## Ficha técnica
- Estúdio: Paramount Pictures/Jerry Lewis Productions
- Distribuição: Paramount Pictures
- Direção: Jerry Lewis
- Roteiro: Jerry Lewis e Bill Richmond
- Produção: Jerry Lewis
- Música: Pete King
- Fotografia: W. Wallace Kelley
- Direção de Arte: Hal Pereira e Jack Poplin
- Figurino: Edith Head
- Edição: John Woodcock

## Prêmios e indicações
Golden Globe Awards (1966) (EUA)
- Recebeu uma indicação na categoria de "Melhor Revelação Feminina" (Donna Butterworth).[1]

## Curiosidades
- As filmagens foram de Janeiro a Abril de 1965.
- Em uma das cenas do filme, é tocada uma música chamada "This Diamond Ring". Essa música era um sucesso da banda na qual o filho de Jerry Lewis pertencia chamada Gary Lewis & the Playboys.
- Esse filme não é o primeiro em que Jerry Lewis interpreta um palhaço (Everett Peyton). Jerry já tinha interpretado um no filme 3 Ring Circus e posteriorimente iria interpretar mais uma vez no filme Hardly Working.